# Rolf Wanka
Rolf Wanka, född 14 februari 1901 i Wien, död 30 november 1982 i München, var en österrikisk skådespelare. Wanka sågs ofta på film i roller som eleganta män. Han filmdebuterade 1931 och hade en liten roll i Fritz Langs klassiker M. Sedan följde roller i både tyskspråkig och tjeckisk film. Sista rollen framför kameran blev i en TV-film 1978. Han hade tjeckiskt släktskap och tillbringade mycket tid i en släktgård i Tjeckien och studerade vid Prags tekniska universitet.

## Filmografi, urval
- 1931 – M (ej krediterad)
- 1935 – Skandalflickan
- 1935 – Teaterflugan
- 1938 – Stegen i mörkret
- 1942 – Annuschka
- 1953 – Kärlek i valstakt